# Compromisso de Caspe
O compromisso de Caspe foi o procedimento fixado pelos parlamentares dos reinos de Aragão e Valência e do Principado da Catalunha para resolver o interregno motivado pela morte de Martinho I de Aragão (1410) sem deixar sucessor legítimo. Em 31 de maio de 1410, quando morre Martinho I, monarca da Coroa de Aragão, conhecido como “O Humano” pelo seu carácter bondoso e dedicação humanista.

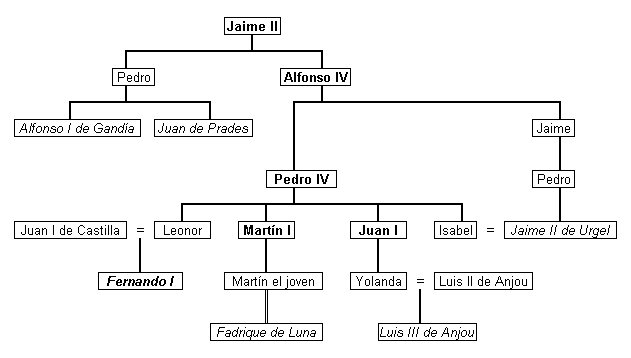
Árvore genealógica dos candidatos ao trono (os pretendentes estão em itálico, os reis de Aragão em negrito).

Ao morrer sem descendência, cria-se uma perigosa situação conducente a uma guerra civil pela sucessão.
Os candidatos à sucessão foram os seguintes:
- Fadrique de Aragão, conde de Luna, filho bastardo de Martinho I da Sicília.
- Jaime II, conde de Urgel, bisneto, por linha masculina, de Afonso IV de Aragão. e trineto do mesmo.
- Afonso, duque de Gandía, neto, por linha masculina, de Jaime II de Aragão.
- Luís de Anjou, duque da Calábria, neto, por sua mãe Violante, de João I de Aragão.
- Fernando de Trastámara, o de Antequera, infante de Castela, neto, pelo lado da mãe Leonor, de Pedro IV de Aragão.

As deliberações dos representantes legais de Aragão, Valência e Catalunha viram-se dificultadas pelas lutas de facções da nobreza, a impaciência dos partidários do conde de Urgel e a intervenção das tropas castelhanas de Fernando de Antequera.

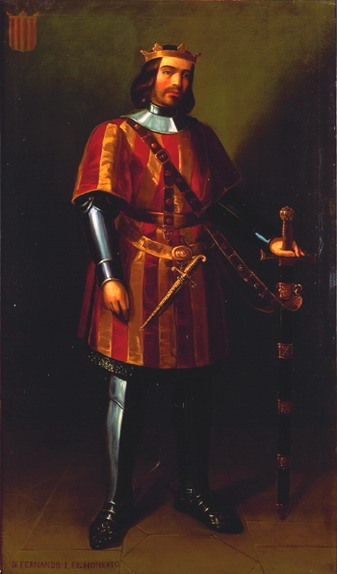
Fernando I de Aragão

Os Parlamentares conseguiram um acordo (Concórdia de Alcañiz em 15 de fevereiro de 1412) para nomear nove compromissários que, reunidos na localidade aragonesa de Caspe, deviam dirimir sobre os direitos dos pretendentes. Estes foram:
- Domingo Ram, bispo de Huesca.
- Francisco de Aranda, antigo conselheiro real e enviado do antipapa Bento XIII.
- Berenguer de Bardají, jurista letrado general das Cortes de Aragão.
- Pere de Sagarriga, arcebispo de Tarragona
- Bernat de Gualbes, conselheiro de Barcelona.
- Guillem de Vallseca, letrado general das Cortes Catalãs.
- Bonifaci Ferrer, prior da Cartuxa de Portaceli.
- São Vicent Ferrer, dominicano valenciano.
- Pere Bertran (que substituirá Ginés Rabassa), cidadão de Valência especialista em direito.

Em 24 de Junho faz-se a votação. Num primeiro momento os representantes dos catalães mostraram-se indecisos, enquanto que os aragoneses os valencianos, mais vinculados ao comércio da lã e outros interesses económicos castelhanos, optaram por Fernando. Durante a votação, foi muito relevante a opinião de Vicente Ferrer que foi um dos impulsionadores da reunião celebrada em Caspe para solucionar o conflito.
Foi proclamado Rei o infante castelhano Fernando de Trastámara como Fernando I de Aragão no dia 28 de junho de 1412 pelos três compromissários aragoneses, os dois eclesiásticos valencianos e um da burguesia catalã representada por Bernardo de Gualbes. Deste modo, o Compromisso de Caspe trouxe consigo a introdução no trono aragonês de uma dinastia castelhana.
Desde há alguns anos que se celebra com grande êxito em finais de Junho a festa da comemoração do Compromisso em Caspe.